# Artpool
Az Artpool Művészetkutató Központ egy avantgárd és kortárs művészeti archívum, kutatóhely, médiatár és szakkönyvtár, mely 1979-ben jött létre Budapesten. 1992-től 2020-ig a Liszt Ferenc téren működött, valamint 1997-től 2018-ig a Paulay Ede utcai helyszínén, az Artpool P60 művészeti térben rendezett időszaki kiállításokat, eseményeket. 2015 óta a Szépművészeti Múzeum önálló osztálya, az Adattári és Dokumentációs Főosztály része. 2020-ban a Szabolcs utcai Országos Múzeumi Restaurálási és Raktározási Központba költözött, és az itt létrehozott Közép-Európai Művészettörténeti Kutatóintézet (KEMKI) részeként működik tovább.
Az Artpool tevékenysége az Aktív Archívum koncepcióra épül, vagyis nemcsak archiválja a tőle független művészeti eseményeket, hanem “tevékenységével mintegy »előhívja« az archiválandó anyagot.” Egyedülálló gyűjteménnyel rendelkezik elsősorban a hetvenes-, nyolcvanas évek képzőművészeti, zenei, irodalmi és kísérleti filmes underground kultúrája és a nemzetközi mail-art mozgalom dokumentumaiból.

## Történet

### Előzmények, alapítás

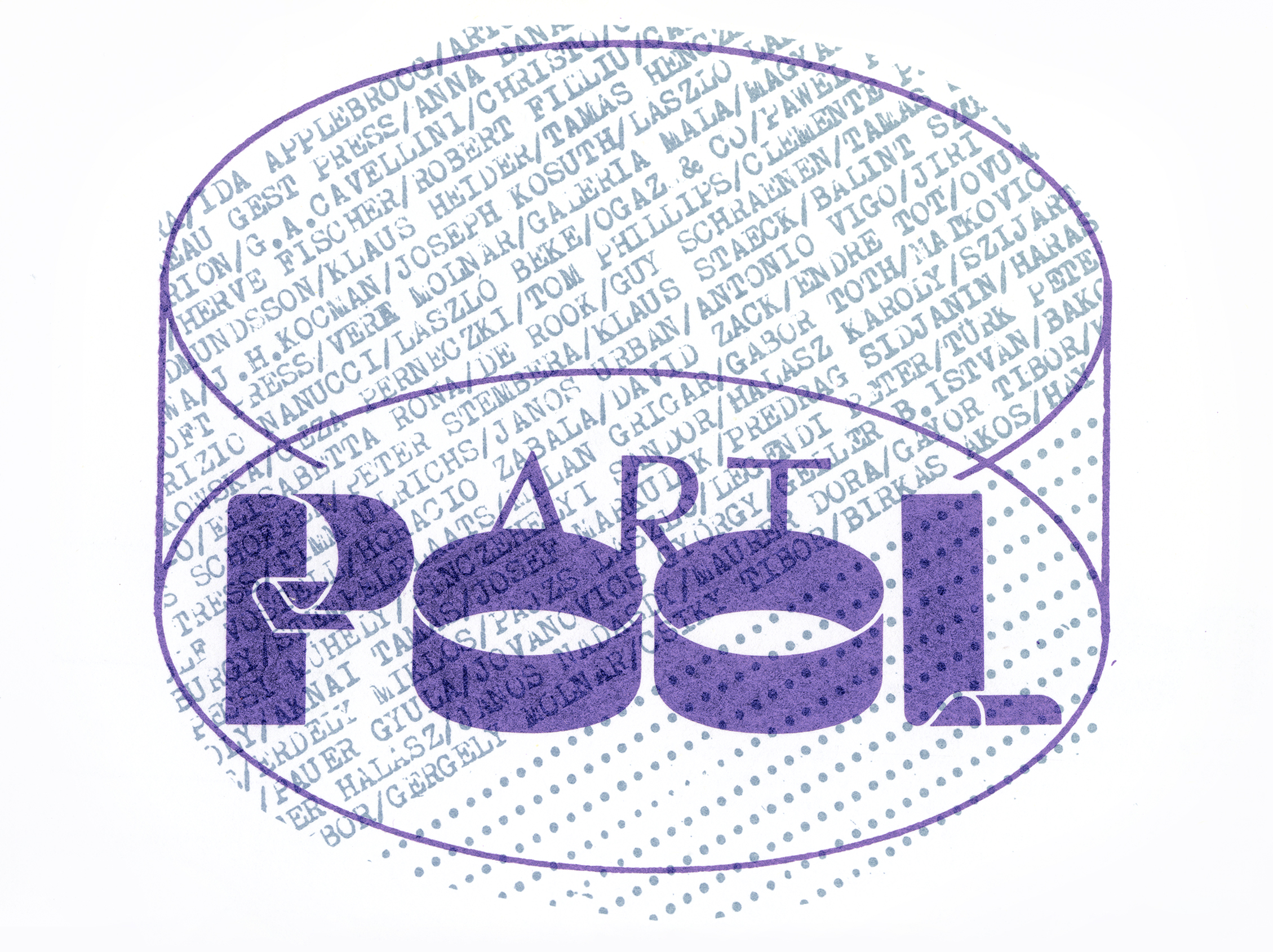
Az Artpool első képeslap sorozatának egyik darabja

Az Artpoolt 1979. március 25-én alapította Galántai György és Klaniczay Júlia, de előzményei Galántai György 1970 és 1973 között működő balatonboglári Kápolnaműterméhez vezetnek vissza. Galántai már ekkor következetesen dokumentálta és archiválta a Kápolnaműterem programját, valamint nemzetközi címlistára kiküldte az éves programfüzeteket. A cserébe kapott katalógusok és a Kápolnaműterem kiállításainak dokumentációja alkotta az archívum magját. A Kápolnaműterem hatósági felszámolása után, 1978-ban Galántai Könyvobjektek című kiállításának leporellójához kapcsolódik az Artpool alapítását megelőző és megalapozó első "kapcsolatművészeti" projekt. A Fészek Klubban rendezett kiállítást az épp Budapesten tartózkodó Anna Banana kanadai neo-dadaista művész nyitotta meg egy hangperformansszal (olyan módon, hogy Bán András magyar nyelvű megnyitószövegét olvasta fel, anélkül, hogy értette volna). Az eseményt Galántai Klaniczay Júlia közreműködésével egy poszterkatalógus formájában dokumentálta, melyet “Please send me information about your activity” pecséttel kiegészítve elküldtek az addigra már több száz tételt tartalmazó nemzetközi címlistájukra. A nagyszámú reakció és válasz-küldeményként érkezett kiadvány vezette arra Galántait és Klaniczayt, hogy műteremlakásukban egy archívumot hozzanak létre és azt az “Artpool” elnevezéssel és az első Artpool képeslap sorozat alkalmából megalkotott vizuális identitással “intézményesítsék”.

### 1979-1992
Az Artpool 13 éven át Galántai György és Klaniczay Júlia műteremlakásán, underground intézményként működött. Az archívum gyarapításán, gondozásán túl, illetve ezzel összefüggésben a mail art hálózaton keresztül nemzetközi projekteket, és különböző kisgalériákban és klubokban kiállításokat szervezett, valamint kiadványokat és folyóiratokat jelentetett meg. Az Artpool az alapítást követően két "művészeti utazás" projektet szervezett, 1979 nyarán Olaszországba és 1982-ben hat Nyugat-Európai országba tettek körutazást. Az Art Tourok során meglátogatták a mail art és fluxus hálózat segítségével megismert kollégákat és kiadványcserékkel gazdagították az Artpool gyűjteményét. A második utazási projektről az Artpool által kiadott Aktuális Levél művészeti szamizdat első négy száma és az Artpool Rádió 5. alternatív rádióadása is tudósított.
Artpool’s Periodical Space (APS) néven az Artpool 1979 és 1984 között különböző helyszíneken 14 kiállítást, eseményt, és akciót szervezett, “az örök hálózat” (The Eternal Network) szellemében. Az elnevezést Robert Filliou inspirálta. Ebbe a sorozatba tartozott többek között a Fiatal Művészek Klubjában rendezett Küldött művészet és a G. A. Cavellini kiállítás (1980), a Mindenki Mindenkivel című pecsétakció (1982), és az 1984-ben betiltott és 1989-ben, majd a rendszerváltás után többször újra rekonstruált Magyarország a Tiéd lehet! kiállítás és mail art projekt,  az Újpesti Mini Galériában rendezett Art + Post (1981), az 1982-ben 35 ország 550 művészének részvételével megvalósuló World Art Post projekt bemutatója a Fészek Galériában, és az 1983-ban Robert Adrian X közreműködésével zajló Telefonkoncert Budapest, Bécs és Berlin városa között az Artpool Stúdióban.

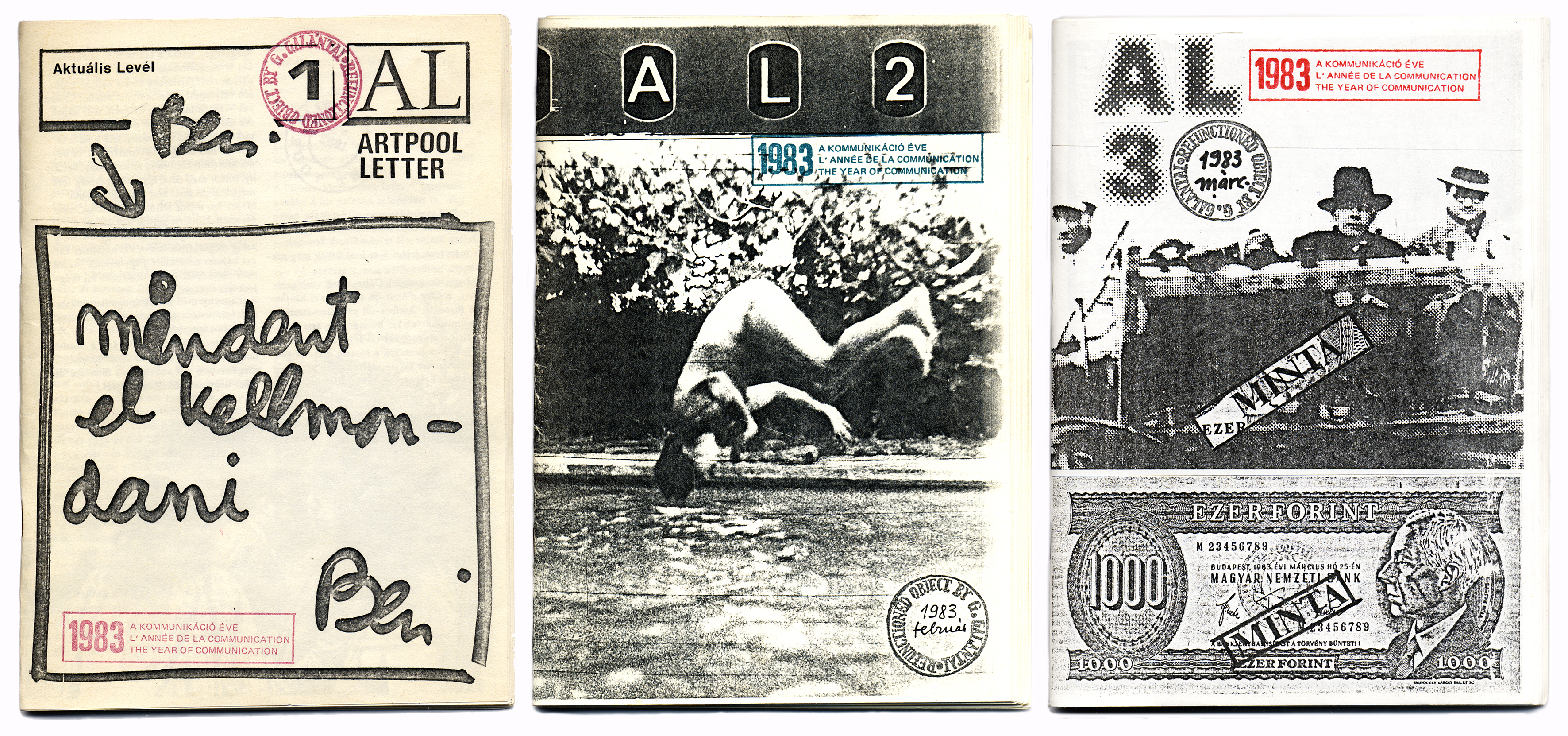
Az Aktuális Levél első három számának borítója

Aktuális Levél (AL) címmel 1983-85 között az Artpool kulturális szamizdat folyóiratot adott ki, egyenként 300-500 fénymásolt példányban. Előzménye a Pool Window az Artpool 1980-ban indított, összesen 30 számból álló hírlevele volt, melyben főképp nemzetközi mail art-felhívásokat osztott meg hazai művészekkel.
Az Aktuális Levélnek összesen 11 száma jelent meg, a nemzetközi művészeti élet és a párhuzamos kultúra eseményeiről közölt fotókat, riportokat és interjúkat.  Az Artpool a félhivatalos művészeti és kulturális közeg több eseményét dokumentálta hangfelvétellel, melyek leiratai megjelentek az Aktuális Levélben, a hanganyagokból pedig Galántai György tematikus kazettákat szerkesztett Artpool Rádió néven. Ezeket csere útján terjesztették a nemzetközi mail art- és kapcsolatművészeti hálózatban. 
Az Artpool további jelentős projektjei a rendszerváltás előtti időszakból: a Textil Textil nélkül (1979) című első magyarországi assembling, az Hommage à Vera Muhina (1980) performansz a Hősök terén, a Budai Fénysugár Egyetem (1982-1997), mely egy több éven át tartó nemzetközi kapcsolatművészeti projekt volt, és az 1987-es Marcel Duchamp Szimpózium. Az Artpool 1989-ben részt vett a Europe Against the Current amszterdami fesztiválon.

### 1992-2015

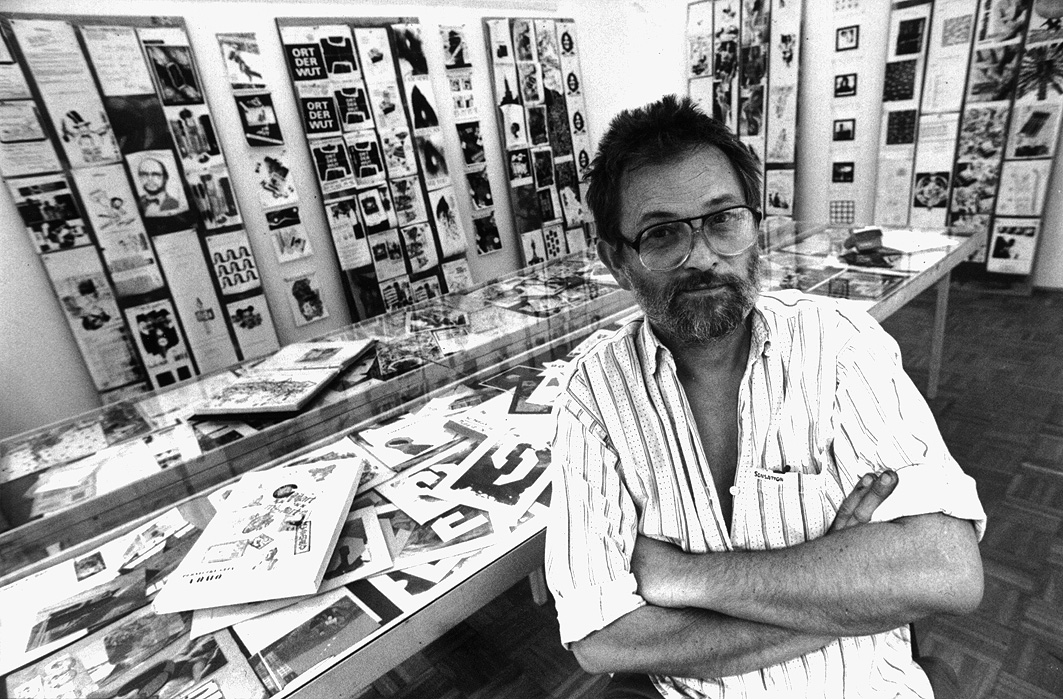
Galántai György a háttérben az 1992-es Decentralizált Hálózati Világkongresszus Budapesti Ülésszakának és az Artpool első faxakciójának anyagából rendezett kiállítással az Artpool Liszt Ferenc téri helyszínén

A rendszerváltást követően az Artpool Művészetkutató Központ 1992-es megnyitásával a korábbi félhivatalos működést a nonprofit intézményi státusz váltotta fel (az Artpool Alapítvány mint jogi személy létrehozásával). Az új intézmény művészeti archívumként, kutatóhelyként, szakkönyvtárként és könyvesboltként határozta meg magát, a korábbi tevékenységet új kulturális környezetben, önkormányzati támogatású intézményként folytatva. Az Artpool számára a főváros egy Liszt Ferenc téri ingatlanban biztosított helyszínt, ahol a kutatótér, a könyvtár és az archívum jelentős része máig található. 
A korábbi tevékenység folytatásaként és a nyilvánosság lehetőségére való reflexióként megkezdődött a hetvenes-nyolcvanas évek avantgárd képzőművészeti tevékenységének feldolgozása és bemutatása. Emellett az aktuális kortárs művészet folyamatos dokumentálása, archiválása, művészeti projektek szervezése is folytatódott. A kilencvenes években a nemzetközi művészeti élet számos prominens szereplőjével folytatta az Artpool a korábban kezdett együttműködéseket, így vett részt többek között Ben Vautier, John Held, és Jean-Jacques Lebel  az Artpool budapesti eseményein.
Az Artpool kilencvenes és kétezres évekbeli tevékenységét Galántai György koncepciója nyomán éves tematikák határozták meg. A kilencvenes években az Artpool tevékenységi és gyűjteményezési körébe tartozó fontos művészettörténeti irányzatok (pl. 1993: fluxus, 1995: performansz, 1998: installáció, stb.) kerültek feldolgozásra, míg a kétezres évek programja az ezredfordulót követő évek számjegyeinek fogalmi jelentésére épült (pl. 2000: A véletlen éve; 2001: A lehetetlen éve; 2002: A kétség éve; stb.).

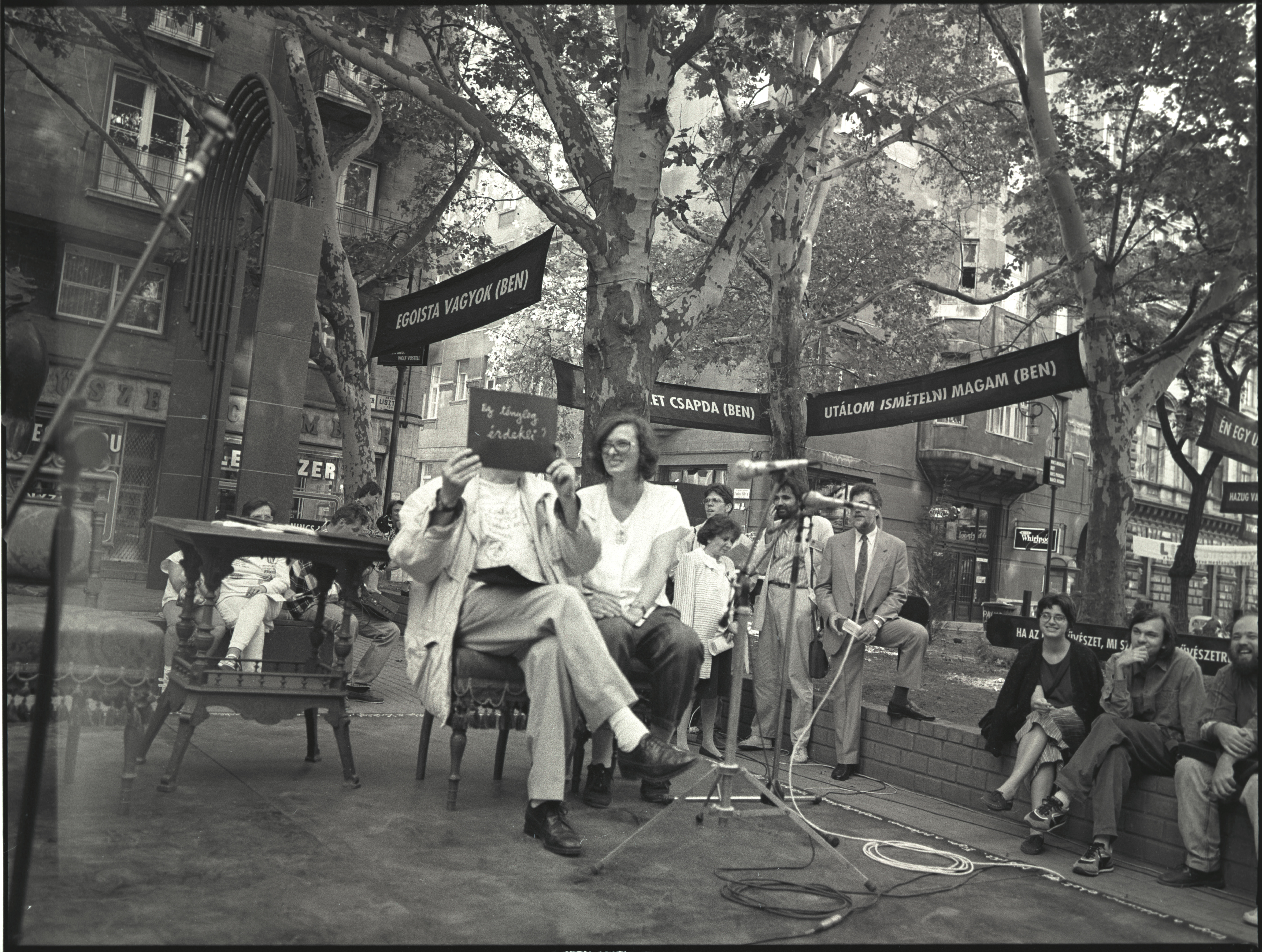
Az Artpool Művészetkutató Központ "BEN TÉR" című projektjének ünnepélyes megnyitása a Liszt Ferenc téren, Budapest, 1993. Fotó: Rosta József

Az Artpool a kilencvenes években számos köztéri eseményt szervezett a Liszt Ferenc térre, például az 1992-es Fluxus zászlók szabadtéri kiállítás, az 1993-as BEN (vauTiER) TÉR projekt, performansz és beszélgetés, vagy az 1994-es Laza szlogenek táblakiállítás. Az Artpool 1997-ben megnyílt budapesti kiállítótere, az Artpool P60, lehetőséget biztosított rendszeres események, beszélgetések, kiállítások rendezésére.  Az Artpool P60 olyan tárlatok és események helyszíneként szolgált, mint az 1998-ban az Installáció éve keretében Robert Filliou ötlete alapján rekonstruált Poipoidrom, a 2000-ben rendezett Pénz a pénz után című művészpénz-bemutató, vagy a 2001-es Lehetetlen realizmus kiállítás. Az Artpool projektjeinek új felületét jelentette az 1995 végén elindított Artpool website, a korábbi hálózatművészeti és telekommunikációs tevékenység kiterjesztett online tere. A honlap Galántai György tervei alapján, a korai HTML-nyelvezet sajátosságai által meghatározott formában jött létre és fejlődik a mai napig, egyszerre képviselve az Artpool archívumi működésének dokumentációs felületét és a hypertextualitás lehetőségeivel való kreatív kísérletezés alkotói médiumát.
Az Artpool 1991 óta szervez kiállításokat Kapolcson. Az 1991-től 1995-ig működő Újkapolcs Galéria programjának folytatását 2009-ben a Galántai-ház (K55) vette át, majd 2015-ben az 51-es körzettel egy további helyszínnel bővült az Artpool kapolcsi jelenléte. Az Artpool kapolcsi programjainak láthatóságát a Kapolcsi Művészeti Napok, majd a Művészetek Völgye fesztivál programja biztosítja. A kapolcsi kiállítóhelyeken jellemzően Galántai György koncepciói alapján megvalósuló, az Artpool archívumára és gyűjteményeire támaszkodó audio-vizuális bemutatók és kísérleti kurátori projektek láthatók nyaranta.

### 2015-
Az Artpool gyűjteménye 2015-ben a Szépművészeti Múzeum önálló egysége, az Adattári és Dokumentációs Főosztály része lett. Az integrációt az motiválta, hogy az Artpool nonprofit intézményként való működését már a 2000-es évek közepén nehéz volt pályázati forrásokból fenntartani, ezért elengedhetetlenné vált a finanszírozás új stratégiájának kidolgozása.  Az Artpool és a Szépművészeti Múzeum kapcsolata a nyolcvanas évekig visszavezethető, Galántai már 1981-ben plakátot tervezett a múzeum számára. A két intézmény első komolyabb együttműködése az 1987-es Bélyegképek című művészbélyeg-kiállítás volt, melynek húsz évvel későbbi újragondolása a 2007-es Parabélyeg – A művészbélyeg négy évtizede. A fluxustól az internetig című tárlat volt. Az Artpool gyűjteményének a Szépművészeti Múzeumba való integrációjáról zajló tárgyalások 2005 környékén kezdődtek meg, az egyesülés 2015-ben valósult meg. 2020 várhatóan újabb fordulópontot jelent az Artpool történetében: az Artpool ezév végére a Szépművészeti Múzeum új alintézményeként megalakuló Közép-Európai Művészettörténeti Kutatóintézet (KEMKI) részévé válik, a Magyar Nemzeti Galéria és a Szépművészeti Múzeum dokumentációs és archívumi egységeivel (adattár, könyvtár, dokumentációs részlegek) együtt. 

## Küldetés és tevékenység
Az Artpool küldetése a konceptuális és fluxusművészeti gyökerekből táplálkozó avantgárd képzőművészeti gyakorlatok dokumentálása, bemutatása, archiválása és feldolgozása. Emellett felhívásokkal kezdeményezi új művek, diskurzusok, reflexiók létrehozását, kutatási, oktatási együttműködésekben, nemzetközi kiállításokon vesz részt.

### Aktív archívum
Az Artpool Galántai György 1979-es Aktív Archívum koncepcióját követve a hagyományos archívumoktól eltérően nem pusztán gyűjti, feldolgozza és megőrzi a dokumentumokat, hanem az “archívum növekedését projekt-kiírásokkal, kooperációval, cserével, a hálózat bővítésével és az információk hálózatban való áramoltatásával éri el.”

### Kutatás, oktatás
Az Artpool rendszeresen indít saját kutatási projekteket, emellett évente közel száz hazai és külföldi kutatót, egyetemi hallgatót, gyakornokot fogad, nemzetközi konferenciákon, kutatócsoportokban vesz részt.

### Fontosabb nemzetközi kiállítások az Artpool részvételével
- Europe Against the Current, Amsterdam, 1989[58]
- Interrupted Histories, Moderna galerija / Museum of Modern Art, Ljubljana, Slovenia, 2006[59]
- Museum of Parallel Narratives – L'Internationale, MACBA, Barcelona, 2011[60]
- Grammar of Freedom / Five Lessons. Works from the Arteast 2000+ Collection, GARAGE Museum of Contemporary Art, 2015[61]